# NGC 7162
NGC 7162 ist eine Spiralgalaxie mit aktivem Galaxienkern vom Hubble-Typ Sc im Sternbild Kranich am  Südsternhimmel. Sie ist schätzungsweise 103 Millionen Lichtjahre von der Milchstraße entfernt und hat einen Durchmesser von etwa 85.000 Lichtjahren. Sie bildet zusammen mit PGC 67818 ein gravitativ gebundenes Galaxienpaar.
Gemeinsam mit 3 weiteren Galaxien bildet sie die NGC 7162-Gruppe oder LGG 449.
Das Objekt wurde am 5. September 1834 von John Herschel entdeckt.

## NGC 7162-Gruppe (LGG 449)
| Galaxie   | Alternativname | Entfernung/Mio. Lj |
| --------- | -------------- | ------------------ |
| NGC 7162  | PGC 67795      | 103                |
| NGC 7166  | PGC 67817      | 110                |
| NGC 67782 | ESO 288-025    | 111                |
| PGC 67818 | NGC 7162A      | 101                |